# جيمس هادلي تشايز
جيمس هادلي تشايز كاتب بريطاني بوليسي مشهور ولد في لندن في 24 ديسمبر عام 1906 م.

## بداياته
يبقى الكاتب جيمس هادلي تشايز كاتبًا روائياً مشهوراً جداً بين الشباب بسبب رواياته الرومانسية والبوليسية.وقد نجح كثيراً في أسر انتباههم ، وكوّن لنفسه مجموعة كبيرة من القراء. ويمكننا قياس شهرته من خلال عدد النسخ التي تُباع؛ حيث وصل بيع النسخ من كتبه إلى عشرين مليون نسخة في كافة أنحاء العالم.
كما نلاحظ أن أسلوبه في الكتابة كان أمريكياً إلى حدّ ما. ونُشرت أول رواية له عام 1938 م؛ ثم تبعها ثمانون رواية بيعت كما يُباع الكعك الساخن.
وخدم السيد جيمس هادلي تشايز في القوة الجوية الملكية في الحرب العالمية الثانية، وهاجر جبمس إلى فرنسا عام 1959 م، وإلى سويسرا عام 1961م.

## أشهر رواياته
- أودّ البقاء يا براير.
- اصنع لي معروفاً.
- لا نحتاج إلى ذلك الآن.
- القاتل.
- تابوت من هونغ كونغ.
- معالجة الصدمة.
- بعثة إلى فينسيا.
- السيدة هاريس.
- الموثوق مثل الثعلب.
- لا سَحْلَب من اجل السيدة بلانديش. وتم إخراج أفلام كثيرة على هذه القصة في إنكلترا وأمريكا وفرنسا

## وفاته
توفي جيمس هادلي تشايز في 6 فبرابر عام 1985 م عن عمر ناهز الثامنة والسبعين عاماً.

## روابط خارجية
- جيمس هادلي تشايز على موقع IMDb (الإنجليزية)
- جيمس هادلي تشايز على موقع ألو سيني (الفرنسية)
- جيمس هادلي تشايز على موقع أول موفي (الإنجليزية)
- جيمس هادلي تشايز على موقع إن إن دي بي (الإنجليزية)
- جيمس هادلي تشايز على موقع قاعدة بيانات الفيلم (الإنجليزية)
- جيمس هادلي تشايز على موقع كينوبويسك (الروسية)